# Bopa
Bopa es una comuna beninesa perteneciente al departamento de Mono.
En 2013 tiene 96 281 habitantes, de los cuales 11 496 viven en el arrondissement de Bopa.
Se ubica en la orilla noroccidental del lago Ahémé.

## Subdivisiones
Comprende los siguientes arrondissements:
- Agbodji
- Badazoui
- Bopa
- Gbakpodji
- Lobogo
- Possotomè
- Yégodoé